# José Ezcurdia
José Agustín Ezcurdia Corona es un filósofo mexicano, miembro del Sistema Nacional de Investigadores y docente en la Facultad de Filosofía y Letras de la Universidad Nacional Autónoma de México. Sus áreas de interés son el vitalismo filosófico, la Filosofía para niños y la ontología política.

## Formación
Cursó la Licenciatura en Filosofía en la Facultad de Filosofía y Letras de la UNAM, donde recibió del Premio Norman Sverdlin (1992-1993), por su tesis Nicolás de Cusa y el esquema trinitario de lo real. En esta misma institución obtuvo el grado de Maestría. Sus estudios de doctorado los realizó en la Universidad de Barcelona.[cita requerida]

### Trabajo comunitario
Desde 1988 realizó diversos trabajos comunitarios de alfabetización en Tupátaro, Michoacán, y un año después en Malacatepec, Puebla; así como su participación en el proyecto de capacitación para profesores rurales de San José, Chiapas, en 1996.[cita requerida]

### Filosofía para niños
Apoyado por el Fondo Nacional para la Cultura y las Artes (Programa de Fomento a Proyectos y Coinversiones culturales), desarrollaría su proyecto de Filosofía para Niños desde 1955, alternativo a la tradición Inaugurada por Matthew Lipman, en tres libros: A través de una historia, y una serie de cuentos, en los que los personajes interpelan y pretenden dar voz al pensamiento de los infantes. La historia de las preguntas ¿Por qué? Una historia de la Filosofía para niños.Juguemos a Preguntar y Filosofando con los niños, siendo estos un material bibliográfico didáctico para desarrollar y ejercitar el pensamiento crítico en los niños. En 2016 agrega a ellos el libro Filosofía para niños, la filosofía frente al espejo.en el que aborda problemas de Enseñanza y Difusión de la Filosofía, desarrollo infantil y Filosofía para niños. En él propone poner en perspectiva a la labor filosófica desde el quehacer y la finalidad de la Filosofía para niños: "La Filosofía para niños, en este sentido, aspira a como marco de una palabra filosófica en el que la formación infantil, toda vez que cumple con la dimensión crítica y reflexiva de la Filosofía misma, la reorienta en la senda de un servicio, que nos parece que es esencial en su propia determinación" .

## Publicaciones
- La historia de las preguntas ¿Por qué? Una historia de la Filosofía para niños (Conaculta-FONCA, 2001),
- Juguemos a Preguntar (Conaculta-FONCA, Instituto de Investigaciones en educación, Universidad de Guanajuato. 2005)
- Spinoza ¿Místico o Ateo? Inmanencia y amor en la naciente edad moderna, (Instituto de Investigaciones en educación, Universidad de Guanajuato. 2005)
- The History of Questions Why? a history of Phylosophy for children (Universidad de Guanajuato, 2007)
- Filosofando con los niños (Conaculta-FONCA, Universidad de Guanajuato, Instituto de Investigaciones en educación, Ediciones La Rana, 2008)
- Filosofía para niños. La filosofía frente al espejo. (UNAM, Ítaca, 2016)
- Cuerpo, intuición y diferencia en en el pensamiento de Gilles Deleuze (UNAM, Ítaca, 2016)

## Reconocimientos
- Premio Norman Sverdlin, Mejor Tesis de Licenciatura 1992-1993.
- Diploma de aprovechamiento al segundo mejor promedio de su generación.
- Miembro del Sistema Nacional de Investigadores.